# Idioma huasteco
El idioma huasteco o idioma tének es una lengua mayense hablada en el norte de la costa del golfo de México, en los estados de San Luis Potosí, Veracruz y Tamaulipas. Es la única lengua viva de la rama huastecana de esa familia lingüística tras la extinción del chicomuselteco, confirmada en la década de 1980. También es la única que se encuentra fuera del gran ámbito territorial de las lenguas mayas, es decir, el sureste de México, Guatemala y El Salvador. Las hipótesis para explicar esta separación apuntan a dos posibilidades: que antes de la separación lingüística, había un corredor de lengua mayense que ocupaba toda la costa del golfo, o bien, que hace unos tres mil años, los hablantes del antecesor del huasteco emigraron desde el área nuclear maya hacia el norte. En la actualidad, el huasteco posee 173 233 hablantes. 
El nombre del idioma huasteco en la propia lengua es tének, aunque generalmente se le conoce como "huasteco". Este es en realidad el nombre náhuatl que pasó después al español.
Siguiendo la estructura de las demás lenguas mayenses, el huasteco o "tének" –como se autonombra– es una lengua ergativa, es decir, los sujetos de verbos intransitivos se marcan de la misma forma que los objetos de los verbos transitivos.
La primera descripción lingüística del idioma huasteco accesible a los europeos fue escrita por Andrés de Olmos, quien también escribió las primeras gramáticas de náhuatl y totonaco.
Programación en el idioma huasteco es transmitida por la estación de radio XEANT-AM, basada en Tancanhuitz, San Luis Potosí dentro del Sistema de Radiodifusoras Culturales Indígenas del INPI.

## Fonología
En las siguientes tablas se presentan los fonemas del huasteco, acompañados a la izquierda por sus equivalentes símbolos en la ortografía maya.

### Vocales
|            | Anterior     | Central      | Posterior    |
| ---------- | ------------ | ------------ | ------------ |
| Cerrada    | i [i] í [iː] |              | u [u] ú [uː] |
| Intermedia | e [e] é [eː] | ä [ə]        | o [o] ó [oː] |
| Abierta    |              | a [a] á [aː] |              |

### Consonantes
|             |             | Bilabial | Dental | Alveolar  | Palatal   | Velar   | Labio-velar | Glotal |
| ----------- | ----------- | -------- | ------ | --------- | --------- | ------- | ----------- | ------ |
| Oclusivas   | Sordas      | p [p]    |        | t [t]     |           | k [k]   | kw [kʷ]     | ʼ [ʔ]  |
| Oclusivas   | Eyectivas   |          |        | tʼ [tʼ]   |           | kʼ [kʼ] | kʼw [kʼʷ]   |        |
| Oclusivas   | Sonoras     | b [b]    |        |           |           |         |             |        |
| Fricativas  | Fricativas  |          | dh [θ] | s [s]     | x [ʃ]     |         |             | j [h]  |
| Africadas   | Sordas      |          |        | ts [t͡s]   | ch [t͡ʃ]   |         |             |        |
| Africadas   | Eyectivas   |          |        | tsʼ [t͡sʼ] | chʼ [t͡ʃʼ] |         |             |        |
| Nasales     | Nasales     | m [m]    |        | n [n]     |           |         |             |        |
| Líquidas    | Líquidas    |          |        | l [l]     |           |         |             |        |
| Vibrantes   | Vibrantes   |          |        | r [r]     |           |         |             |        |
| Semivocales | Semivocales | w [w]    |        |           | y [j]     |         |             |        |

### Acento
El acento a nivel de palabra normalmente se asigna a las sílabas con núcleo vocálico complejo, es decir, aquellas que poseen una vocal larga. En caso de que no haya vocales largas en una palabra, el acento recae en la primera sílaba a la izquierda de la palabra.

## Numeración en huasteco
0 - p'opo, ou
1 - jún
2 - tsáb
3 - óx
4 - tse'
5 - bó'
6 - akak
7 - búk
8 - waxik
9 - belew
10 - laju
11 - laju jún
12 - laju tsáb
13 - laju óx
14 - laju tse'
15 - laju bó'
16 - laju akak
17 - laju búk
18 - laju waxik
19 - laju belew
20 - jún inik
30 - jún inik laju
40 - tsáb inik
50 - tsáb inik laju
60 - óx inik
70 - óx inik laju
80 - tsé' inik
100 - jun ciento
120 - jún ciento k'al jún inik
140 - jún ciento k'al tsáb inik
160 - jún ciento k'al óx inik
180 - jún ciento  k'al tsé' inik
200 - tsáb ciento
300 - óx ciento

## Palabras esenciales
Saludo - nenek (de mano)
Buenos días - tajk'anenek
Buenas tardes - waklanenek
Saludo (en general) - Jant'oj wa'ats
Hasta la vista - tayej ku tsu'uxin
Sí (está bien) - alwa its
No - ibaj, yaba'
¿Cuánto es? - ja'its tam
¿Dónde está? - ju'taj ti k'wajat, ¿jonti k'wajat?
Gracias - k'aknamalits tam, jalbinchi yán
No entiendo - yab u exbayal
Yo hablo huasteco - naná' in káw tének; naná' in t'ilom tének
Bienvenidos - alwa kix ulits; alwa' ultaláb
¿Cuándo entonces? - jayki' tam
Ya tengo hambre - in k'a'ilits
Ya me voy - ne'tsits tam, ne'tsits na'
¿Cómo te llamas? - ¿janta' bij?
Hombre - inik
Mujer - Uxum
Chuparosa - chunun
Flor - wits
Vámonos - wanáts; wanajits
Hoy - Xo'
Mañana - kalám
Ayer - ti we'el
Dinero - tak'ín

## Pronombres personales
Yo - naná
Tú - xaxá
Usted - tatá
Él, ella - jajá
Nosotros - wawá
Ustedes - tatá’chik
Ellos, -as - jajá’chik